# Sümeyye Erdoğan

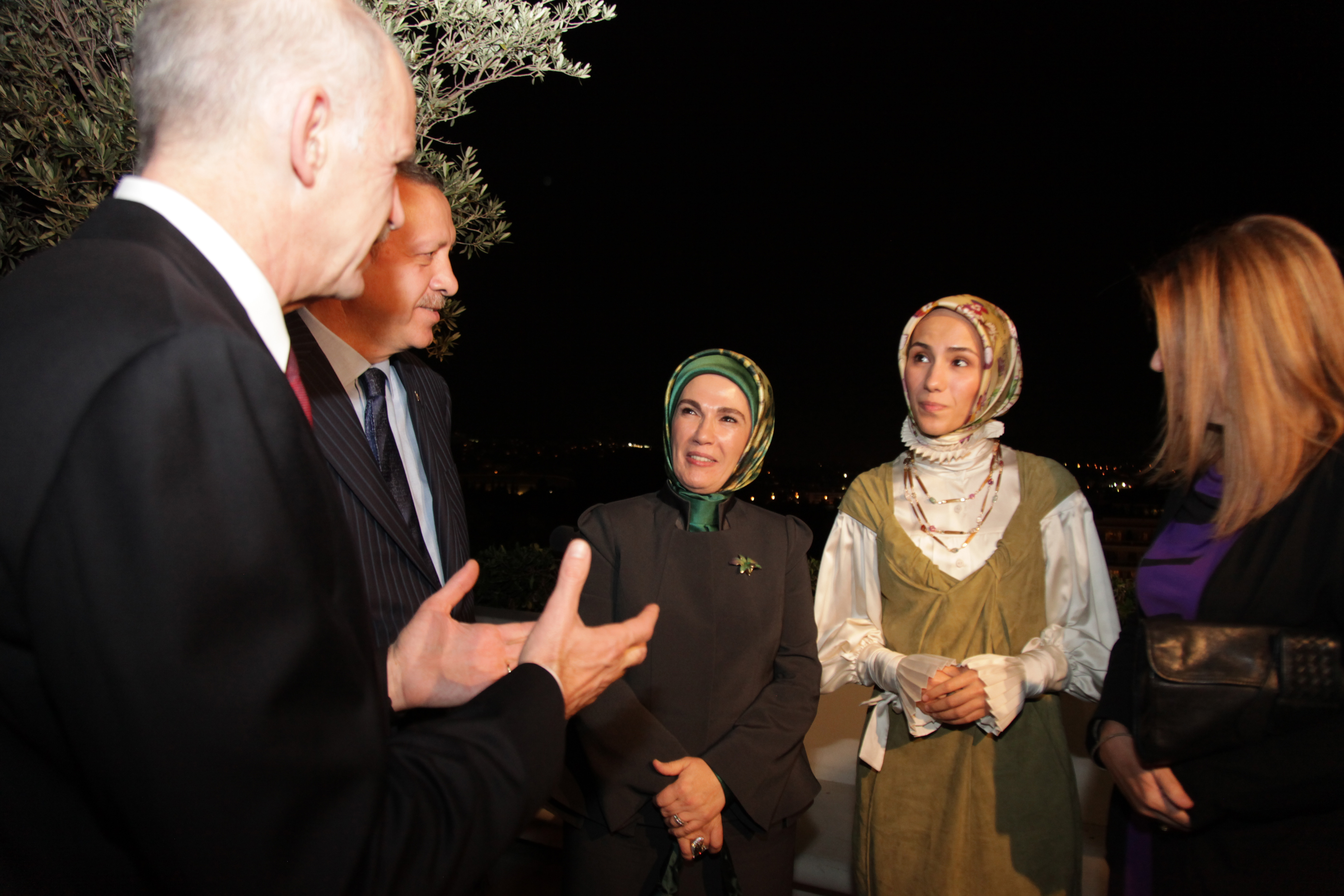
Erdoğan mit seiner Ehefrau Emine Erdoğan (Mitte) und seiner Tochter Sümeyye (Mitte rechts) zusammen mit dem griechischen Premierminister Giorgos Papandreou und seiner ehemaligen Ehefrau

Sümeyye Erdoğan Bayraktar (geboren am 22. August 1985 in Şişli, Istanbul) ist eine türkische Ökonomin und Tochter des türkischen Staatspräsidenten.

## Leben
Sümeyye Erdoğan wurde als jüngste Tochter des Politikers Recep Tayyip Erdoğan und Emine Erdoğans geboren. Sie absolvierte das İmam Hatip Lisesi in Kadıköy mit sprachlichem Schwerpunkt, machte einen Bachelor an der Indiana University in den USA und erwarb den Master an der London School of Economics. Sie arbeitete anschließend für das Statistical, Economic and Social Research and Training Centre for Islamic Countries und war später ehrenamtlich als außenpolitische Beraterin der konservativ-islamischen Partei für Gerechtigkeit und Entwicklung (AKP) ihres Vaters in dessen Zeit als Ministerpräsident tätig. Nach Erdoğans Wahl zum Präsidenten im Jahr 2014 stellte sie die Arbeit für die Partei ein. 
Im Mai 2016 heiratete Sümeyye den seit März 2016 mit ihr verlobten Rüstungsunternehmer Selçuk Bayraktar (Baykar). Trauzeugen waren der damalige scheidende Regierungschef Ahmet Davutoğlu und Verteidigungsminister Hulusi Akar. Als Gäste waren Politiker aus dem Ausland wie der pakistanische Regierungschef Nawaz Sharif, der albanische Ministerpräsident Edi Rama und der libanesische Premierminister Saad Hariri anwesend. Das Paar hat ein Kind.
Sümeyye Erdoğan ist stellvertretende Vorsitzende der Vereinigung für Frauen und Demokratie (KADEM), einer pro-islamischen Frauengruppe in der Türkei. Diese hatte sich für einen Verbleib der Türkei beim Übereinkommen des Europarats zur Verhütung und Bekämpfung von Gewalt gegen Frauen und häuslicher Gewalt ausgesprochen. Im Jahr 2021 beschloss Recep Tayyip Erdoğan dennoch, aus dem Übereinkommen auszutreten, mit der Begründung, es schade der Einheit der Familie und fördere Scheidungen. Dagegen lehnte die Jugendorganisation TÜGVA  (und damit auch Sümeyyes Bruder, Bilal Erdogan, als Vorsitzender des Vereins) das Übereinkommen ab.